# 136 Austria
136 Austria è un piccolo asteroide della Fascia principale. Ha una composizione di nichel e ferro allo stato metallico.
Austria fu il primo asteroide scoperto dall'astronomo austriaco Johann Palisa, prolifico "cacciatore" di pianetini. Fu individuato il 18 marzo 1874 dall'Osservatorio Navale Austriaco di Pola, di cui fu direttore dal 1872 al 1880, grazie a un telescopio rifrattore da 6 pollici. Poiché fu anche il primo asteroide scoperto sul suolo della sua patria d'origine (Pola in quel tempo era sotto il dominio dell'Impero austriaco), fu battezzato da Palisa in persona con il suo nome latino.